# Saison 1977-1978 de l'AS Nancy-Lorraine
Chronologie
Saison précédente Saison suivante
L'AS Nancy-Lorraine s'aligne pour la saison 1977-1978 en Ligue 1 et en Coupe de France qu'elle remporte. 

## Saison

### Ligue 1
| Clubs        | Domicile | Extérieur |
| ------------ | -------- | --------- |
| Bastia       | 3-0      | 0-1       |
| Bordeaux     | 4-1      | 0-2       |
| Laval        | 3-0      | 2-1       |
| Lens         | 0-0      | 0-1       |
| Lyon         | 3-1      | 3-1       |
| Marseille    | 1-1      | 1-1       |
| Metz         | 0-0      | 0-3       |
| Monaco       | 2-2      | 0-2       |
| Nantes       | 3-0      | 0-2       |
| Nice         | 1-1      | 7-3       |
| Nimes        | 2-2      | 0-1       |
| Paris SG     | 4-1      | 2-1       |
| Reims        | 4-1      | 1-4       |
| Rouen        | 1-0      | 2-3       |
| St-Etienne   | 2-1      | 1-2       |
| Sochaux      | 1-1      | 0-2       |
| Strasbourg   | 3-1      | 0-2       |
| Troyes AF    | 1-0      | 3-2       |
| Valenciennes | 2-2      | 1-0       |

### Coupe de France
| Tour    | Club              | Score     |
| ------- | ----------------- | --------- |
| 1/32ème | Vauban Strasbourg | 1-0       |
| 1/16ème | St-Brieuc         | 2-0 / 3-0 |
| 1/8ème  | Martigues         | 2-0 / 1-1 |
| 1/4     | Valenciennes      | 0-0 / 3-0 |
| 1/2     | Sochaux           | 0-1 / 5-0 |
| Finale  | Nice              | 1-0       |